# Sooke

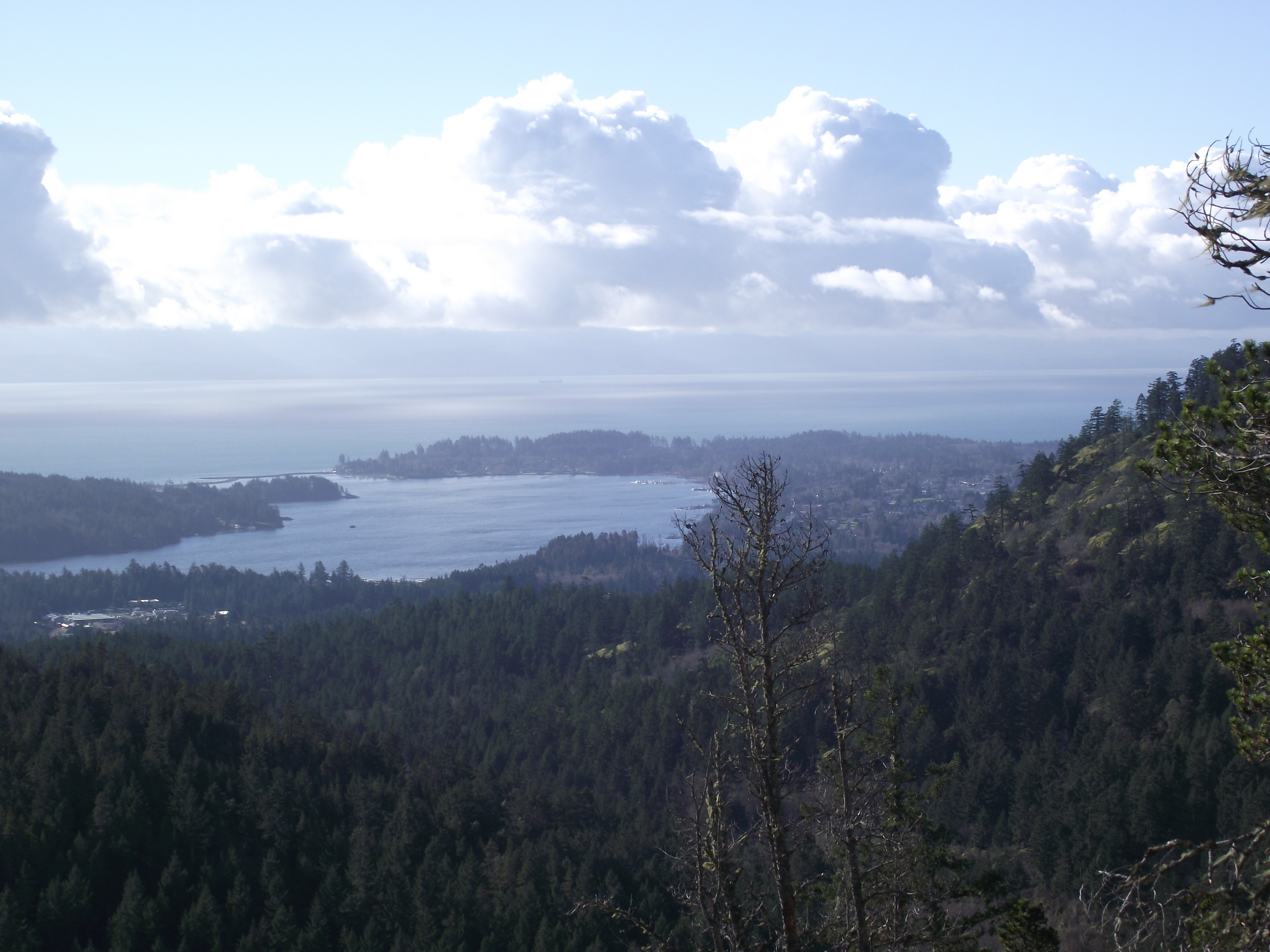

Sooke [suːk] ist eine kanadische Kleinstadt. Sie liegt ca. 20 km entfernt von Victoria, der Hauptstadt British Columbias, auf Vancouver Island. Sie liegt am Sooke Basin, einer Meeresbucht, die mit der Juan-de-Fuca-Straße nur über eine schmale Öffnung verbunden ist. Sie ist Teil der Metropolregion Greater Victoria, im Capital Regional District und der Highway 14 durchquert sie. East-Sooke, ca. 10 Minuten von Sooke entfernt, ist ein reines Wohngebiet inmitten eines dichten Waldgebiets.

## Geschichte
Der Name der Ansiedlung geht auf die anglisierte Form des Stammesnamens der hier ansässigen T'sou-ke zurück. Erste Spuren europäischer Besiedlung gehen auf das Ende des 19. Jahrhunderts zurück. In den offiziellen Dokumenten der Provinz (hier im BC Gazetteer) wird die Ansiedlung erstmals mit der Ausgabe von 1909 als Ansiedlung erwähnt und ab 1913 in den Karten verzeichnet. 1934 eröffnete in der Gemeinde das erste Postamt.
Die Zuerkennung der kommunalen Selbstverwaltung für die Gemeinde erfolgte am 2. September 1999 (incorporated als District Municipality).

## Flora und Fauna
Im Sooke Basin ist das Fischen nach Schalentieren, wegen Gesundheitsgefährdung durch Vibrio parahaemolyticus, ganzjährig nicht gestattet.

## Verkehr
Sooke liegt am Highway 14, womit eine gute Verkehrsanbindung an Victoria und dem Trans-Canada Highway besteht. Victoria wird von Sooke aus in ca. 40 min. mit dem Auto erreicht.